# 普泰
普泰（ふたい）は、南北朝時代の北魏において、節閔帝元恭の治世に使用された元号。531年2月 - 532年4月。
531年10月に後廃帝元朗が信都で即位すると、後廃帝政権は中興元号を立てたが、洛陽を中心とする節閔帝政権では引き続き普泰元号が使用されていた。

## 西暦・干支との対照表
| 普泰 | 元年  | 2年   |
| 西暦 | 531年 | 532年 |
| 干支 | 辛亥  | 壬子  |

| 前の元号 建明 | 中国の元号 北魏 | 次の元号 中興 太昌 |